# Fornkinesiska

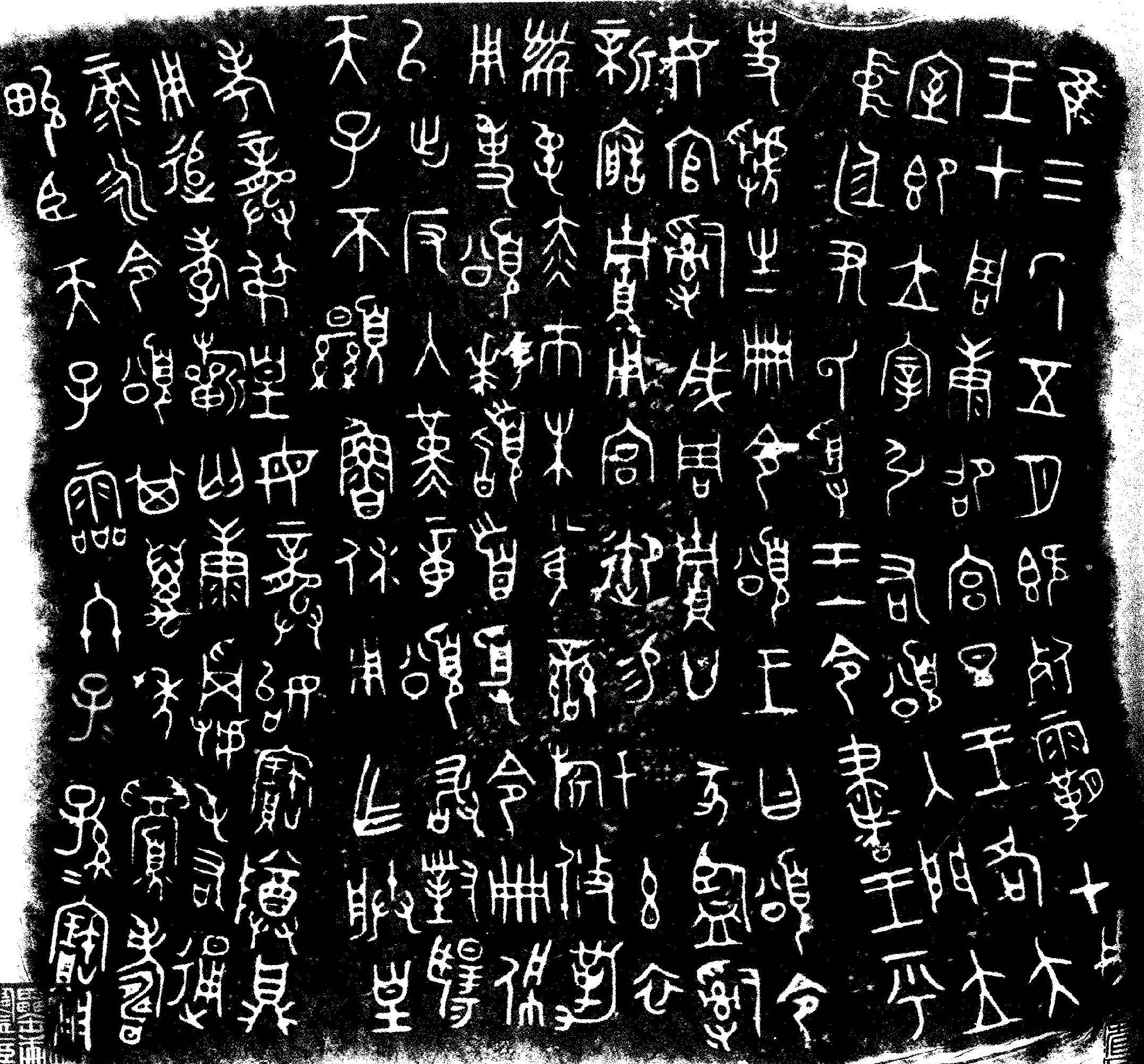
Fornkinesisk bronsinskrift från 900-talet före vår tideräkning.

Fornkinesiska (förenklade tecken: 上古汉语, traditionella tecken: 上古漢語, pinyin: shànggǔ hànyǔ) är den form av kinesiska som talades i Kina från ungefär 1300-talet f.Kr., under senare delen av Shangdynastin, till grundandet av Qindynastin år 221 f.Kr. Språket bevarades långt efter att det slutat användas i form av klassisk kinesiska, det skriftspråk som fram till 1900-talets början användes som gemensamt skriftspråk för samtliga kinesiska dialekter och även som litterärt språk i Japan, Korea och Vietnam.
Filosoferna Konfucius och Mencius alster skrevs på detta språk liksom det daoistiska standardverket Daodejing.

## Historik
Fornkinesiskan kan delas in i två perioder: äldre och yngre fornkinesiska. Äldre fornkinesiska kallas också förklassisk och yngre fornkinesiska klassisk kinesiska. Begreppet klassisk kinesiska har dock även en annan innebörd: det skriftspråk som användes i den yngre fornkinesiskan och sedan i smått förändrat skick till början av 1900-talet.

### Äldre fornkinesiska

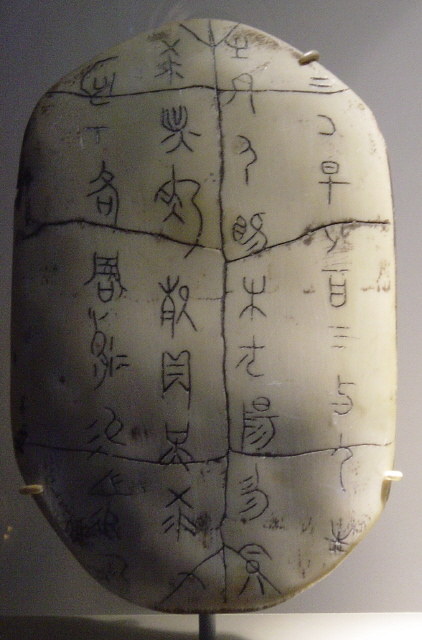
Kopia av sköldpaddsskal med äldre fornkinesisk inskrift.

Perioden för äldre fornkinesiska räknas från den senare delen av Shangdynastin. De första bevarade kinesiska inskrifterna, de så kallade orakelbenen, härrör från den tiden. Inskrifterna är nedteckningar av spådomar på skulderblad från oxar eller sköldpaddsbuksköldar, som ristades från ungefär 1300-talet till 1050 f.Kr.
Äldre fornkinesiska återfinns på Zhoudynastins bronser, mestadels kärl som gjutits till åminnelse av kungliga offer, samt i de första kinesiska klassikerna: (delar av) Yijing (易經), Shujing (書經) samt Shijing (詩經).

### Yngre fornkinesiska
Den yngre fornkinesiskan talades från tiden för Konfucius födelse, 551 f.Kr., till grundandet av kejsardömet Qin 221 f.Kr.

## Fonologi

### Fonem
Följande tabell listar fornkinesiskans ansatskonsonanter (enligt Li Fang-kueis rekonstruktion).
|                | klusil eller affrikata | klusil eller affrikata | klusil eller affrikata | nasal | lateral | approximant | frikativa |
| tonlös         | aspirerad              | tonande                |                        | nasal | lateral | approximant | frikativa |
| -------------- | ---------------------- | ---------------------- | ---------------------- | ----- | ------- | ----------- | --------- |
| labialer       | *p                     | *pʰ                    | *b                     | *m    |         |             |           |
| dentaler       | *t                     | *tʰ                    | *d                     | *n    | *l      | *r          |           |
| sibilanter     | *ts                    | *tsʰ                   | *dz                    |       |         |             | *s        |
| velarer        | *k                     | *kʰ                    | *ɡ                     | *ŋ    |         |             |           |
| labiovelarer   | *kʷ                    | *kʷʰ                   | *ɡʷ                    | *ŋʷ   |         |             |           |
| glottaler      | *ʔ                     |                        |                        |       |         |             | *h        |
| labioglottaler | *ʔʷ                    |                        |                        |       |         |             | *hʷ       |

| i |   | u |
|   | ə |   |
|   | a |   |